# Vladimír Segeš
Vladimír Segeš (1950. február 4. –) szlovák levéltáros, hadtörténész.

## Élete
A Comenius Egyetemen és az Eötvös Loránd Tudományegyetemen tanult történelem-levéltár szakon. 1973-tól katona, 1974-ben tartalékos tiszt lett. Pozsonyba visszatérve a Szlovák Központi Levéltárban helyezkedett el. 1974-1982 között a SzSzK Oktatási Minisztérium, 1982-1991 között a Kulturális Minisztérium munkatársa. Egy ideig a történelemoktatás kiadói oldalán tevékenykedett, majd 1995-től a Szlovák Hadtörténeti Intézet (Vojenského historického ústav v Bratislave) tudományos munkatársa, illetve a Comenius Egyetem és a Nagyszombati Egyetem oktatója volt. 2003-ban védte meg doktori (PhD.) értekezését. 2010-ben az Eperjesi Egyetemen habilitált.
Elsősorban a szlovák nemzet történetével és a hadtörténelemmel foglalkozik. 1990-ben a Historická revue alapító tagja, főszerkesztőhelyettes volt. 2000-2013 között a História főszerkesztője volt. A Vojenská história szerkesztői bizottságának elnöke. A Hadtörténelmi Közlemények szerkesztői bizottságának tagja.

## Elismerései
- SzK Védelmi Minisztériumának emlékérme
- Cyril és Metód érem
- A magyar Hadtörténeti Intézet és Múzeum emlékérme
- Szlovák Tudományos Akadémia díja
- Egon Erwin Kisch díj

## Művei
- 2004 Od rytierstva po žoldnierstvo. Vojenstvo v stredovekom Uhorsku so zreteľom na Slovensko. Bratislava
- 2004 Idő, tér és mobilitás a középkor végi háborúkban. In: Zombori István (szerk.): Közép-Európa harca a török ellen a 16. század első felében. Budapest
- 2005 Prešporský pitaval – Zločin a trest v stredovekej Bratislave
- 2007 Genéza miest na Slovensku
- 2007 Bojové zápolenia a rytierske hry zvané turnaje
- 2008 Vojensko-reformné úsilie Žigmunda Luxemburského. Verbum Historiae I
- 2010 Pramene k vojenským dejinám Slovenska I./1. Od najstarších čias do konca 10. storočia. Bratislava (tsz. Božena Šedová)
- 2011 Pramene k vojenským dejinám Slovenska I./2. 1000 – 1387. Bratislava (tsz. Božena Šedová)
- 2011 Medieval towns. In: Teich, Mikuláš – Kováč, Dušan – Brown, Martin (eds.): Slovakia in History.
- 2012 Dejiny Uhorska a Slováci
- 2013 Dejiny Uhorska
- 2013 Pramene k vojenským dejinám Slovenska I./3. 1387 – 1526. Bratislava (tsz. Božena Šedová)
- 2015 Pramene k vojenským dejinám Slovenska II/1. 1526–1648 (tsz. Božena Šedová)
- 2015 Slovenské dejiny od úsvitu po súčasnosť
- 2017 Pramene k vojenským dejinám Slovenska II/2. 1649-1711. Bratislava (tsz. Božena Šedová)
- 2019 Kriminalita a justícia v stredovekom Prešporku
- 2020 Encyklopédiu vojen od najstarších čias po súčasnosť (tsz. Tomáš Klubert - Matej Medvecký)
- 2021 Legendárny husár Ladislav Škultéty-Gabriš a jeho doba
- 2022 Veduty Bratislavy (tsz. Viera Obuchová)